# Max Morlock
Maximilian Morlock, detto Max o Maxl (Norimberga, 11 gennaio 1925 – Norimberga, 10 settembre 1994), è stato un calciatore tedesco, di ruolo attaccante. Campione del mondo con la Nazionale tedesca nel 1954.

## Carriera

### Club
Dopo aver iniziato a giocare a calcio nell'Eintracht Norimberga si unì, nel 1940, al ben più famoso Norimberga. Con il club giocò tutta la sua carriera totalizzando 472 presenze andando a segno 294 volte e vincendo due Oberliga ed una coppa di Germania.
Nel 1961 fu premiato calciatore tedesco dell'anno dall'Associazione dei giornalisti sportivi tedeschi.

### Nazionale
Con la Germania Ovest poté vantare 26 presenze impreziosite da 21 reti. Debuttò nel 1950 e fece parte della squadra che vinse il campionato del mondo 1954, segnando tra l'altro il gol del momentaneo 1-2 nella finale contro l'Ungheria. La sua ultima apparizione in Nazionale fu in un'amichevole contro l'Egitto nel dicembre 1958.
Morì di cancro nel 1994. L'anno seguente la sua morte, la piazza di fronte al Frankenstadion, stadio del Norimberga, fu rinominata Max-Morlock-Platz in suo onore.

## Palmarès

### Club
- Campionato tedesco: 2

FC Norimberga: 1947-1948, 1960-1961
- Coppa di Germania: 1

FC Norimberga: 1961/1962

### Nazionale
- Campionato mondiale: 1

Svizzera 1954

### Individuale
- Calciatore tedesco dell'anno: 1

1961